# جائزة إيمي لأفضل ممثلة مساعدة في مسلسل درامي
جائزة إيمي لأفضل ممثلة مساعدة في مسلسل درامي (بالإنجليزية: Primetime Emmy Award for Outstanding Supporting Actress in a Drama Series) هي جائزة تقدمها أكاديمية فنون وعلوم التلفزيون (ATAS). في حفلات توزيع جوائز الإيمي برايم تايم الأولى، لم تكن الفئات المساعدة محددة دائمًا حسب النوع أو حتى الجنس. ابتداءً من عام 1970، تنافست الممثلات المساعدات في الدراما بمفردهن. ومع ذلك، غالبًا ما شملت هذه العروض الدرامية ممثلات من المسلسلات القصيرة والأفلام التلفزيونية والممثلات الضيفات اللواتي تنافسن مع الممثلات الرئيسيات.